# Torneo del Interior 1989-90
El Torneo del Interior 1989-90 fue la quinta edición de este certamen correspondiente a la tercera categoría del fútbol argentino. Su objetivo fue, a través de dos torneos zonales, obtener el ascenso al Campeonato Nacional B 1989-90, más la posibilidad de disputar un Torneo Reducido para ascender a Primera División. Los equipos provenían directamente de las distintas ligas regionales argentinas y al ser el único torneo para estos equipos, no incluía descensos.
El certamen se disputó desde el 26 de noviembre de 1989 hasta el 15 de abril de 1990, mientras que los ascensos se definieron el 6 de junio con la finalización de los Torneos Zonales.
El torneo consagró a 12 ganadores de las diferentes zonas y estos junto a clubes de la Primera B, accedieron a los Torneos Zonales que otorgaron 2 plazas para participar de la Primera B Nacional. Sin embargo, en esta última instancia ningún equipo indirectamente afiliado a la AFA ascendió, ya que los ganadores fueron dos de los equipos provenientes de la Primera B (Deportivo Laferrere y Atlanta). Ambos equipos a su vez, se ganaron el derecho de participar en el Torneo Reducido de Ascenso por una plaza en la Primera División Argentina, sin embargo ninguno de los dos logró acceder a dicha plaza, debiendo disputar la temporada 1990-91 en la Primera B Nacional.

## Ascensos y descensos
| Ascendidos del TDI 1988-89 a la Nacional B 1989-90 |
| -------------------------------------------------- |
| Atlético de Rafaela                                |
| Olimpo                                             |

| Descendidos del Nacional B 1988-89 |
| ---------------------------------- |
| Estación Quequén                   |

| Incorporados de las ligas regionales                                          |
| ----------------------------------------------------------------------------- |
| Ciento quince (115) equipos ganadores de las plazas de sus ligas respectivas. |

## Sistema de disputa
A partir de esta edición, dejó de disputarse por provincias. Por lo que los participantes se dividieron en 6 regiones geográficas, haciendo que la cantidad de equipos por región sea distinta a la de las demás y, por ende, el sistema de disputa de cada una fuera particular aunque la mayoría de las regiones se dividieron en 3 fases de grupos. Todos los grupos se disputaron bajo el sistema de todos contra todos a 2 ruedas, mientras las instancias de eliminación directa fueron a 2 partidos. Cada región consagró 2 ganadores:

### Centro Oeste
Primera fase
Los 13 participantes de la Región Centro Oeste se dividieron en 4 grupos: 3 grupos de 3 equipos y 1 grupo de 4 equipos. Los 2 mejores de cada uno pasaron a la siguiente fase.
Segunda fase
Los 8 vencedores de la fase anterior se dividieron en 2 grupos de 4 equipos. Los 2 mejores de cada uno pasaron a la fase final.
Fase final
Los 4 vencedores de la fase anterior se enfrentaron entre sí. Los 2 mejores del grupo se clasificaron al Torneo Zonal.

### Sur
Fase I
Los 12 participantes de la Región Sur se enfrentaron a eliminación directa. El ganador clasificó al Torneo Zonal.
Fase II
Fue disputada por los perdedores de la fase anterior. El ganador clasificó al Torneo Zonal.

### Bonaerense
Primera fase
Los 31 participantes de la Región Bonaerense se dividieron en 8 grupos: 7 grupos de 4 equipos y 1 grupo de 3 equipos. Los 2 mejores de cada uno pasaron a la siguiente fase.
Segunda fase
Los 16 vencedores de la fase anterior se dividieron en 4 grupos de 4 equipos. Los 2 mejores de cada uno pasaron a la fase final.
Fase final
Los 8 vencedores de la fase anterior se dividieron en 2 grupos de 4 equipos. El mejor de cada grupo se clasificó al Torneo Zonal 

### Cuyo
Primera fase
Los 8 participantes de la Región Cuyo se dividieron en 2 grupos de 4 equipos. Los 2 mejores de cada uno pasaron a la fase final.
Fase final
Los 4 vencedores se enfrentaron entre sí. Los 2 mejores del grupo se clasificaron al Torneo Zonal.

### Litoral
Primera fase
Los 35 participantes de la Región Litoral se dividieron en 10 zonas: 5 zonas de 4 equipos y 5 zonas de 3 equipos.
Fase I
Cada zona se resolvió a eliminación directa. El ganador pasó a la Segunda fase.
Fase II
Fue disputada por los perdedores de la Fase I, los eliminados en semifinales y final se incorporaron en las semifinales y final de esta etapa. El ganador pasó a la segunda fase.
Segunda fase
Los 20 vencedores de la fase anterior se dividieron en 5 zonas de 4 equipos.
Fase I
Cada zona se resolvió a eliminación directa. El ganador pasó a la Fase final.
Fase II
Fue disputada por los perdedores de la Fase I, los eliminados en semifinales y final se incorporaron en las semifinales y final de esta etapa. El ganador pasó a la Fase final.
Fase final
Los 10 vencedores de la fase anterior se dividieron en 2 zonas de 5 equipos. Cada zona se disputó a eliminación directa, los 2 ganadores clasificaron al Torneo Zonal.

### Norte
Primera fase
Los 14 participantes de la Región Norte se dividieron en 4 grupos: 2 de 4 equipos y 2 de 3 equipos. Los 2 mejores de cada uno pasaron a la siguiente fase.
Segunda fase
Los 8 vencedores de la fase anterior se dividieron en 2 grupos de 4 equipos. Los 2 mejores de cada uno pasaron a la fase final.
Fase final
Los 4 vencedores de la fase anterior se enfrentaron entre sí. Los 2 mejores clasificaron al Torneo Zonal.

### Desempates
En caso de existencia de empates en alguna de las instancias clasificatorias, cada región estableció diferentes modalidades de desempates:

#### Regiones divididas por grupos
En el caso de estas regiones, se llegaron a emplear las siguientes modalidades
- Diferencia de gol: En caso de igualdad de puntos entre dos equipos que pugnan por un cupo de clasificación, habiendo sido el restante ya adjudicado.
- Gol de visitante: De persistir la igualdad de puntos y de tener ambos equipos la misma diferencia de goles, se buscan los resultados de los partidos disputados entre sí. De existir empate global en el marcador, se contabiliza quien realizó más goles en calidad de visitante.
- Tabla de desempate: De persistir una igualdad total entre ambos equipos (Puntos, diferencia de gol, goles de visitante, etc.), se confecciona una tabla comparativa de los resultados obtenidos en los dos partidos disputados entre sí. El que de los dos posea mejor estadística en alguno de los parámetros antes citados, obtiene la clasificación.

#### Regiones disputadas por llaves eliminatorias
En el caso de estas regiones, se emplearon los siguientes sistemas
- Tiempo suplementario: En el caso de que en un partido de vuelta, el marcador global decrete empate, se juega una prórroga de 30 minutos (divididos en dos tiempos de 15 cada uno) hasta establecer un ganador.
- Tiros desde el punto penal: De persistir la igualdad al cabo de los 90 minutos del partido de vuelta y en los 30 minutos de prórroga, se procede a la tanda de disparos desde el punto penal, hasta establecer un ganador.

## Equipos participantes

### Región Centro-Oeste
Los equipos de esta región fueron agrupados en 4 grupos: 3 de 3 equipos y 1 de 4.
| Grupos  | Equipos                            | Ciudades            | Provincias            | Ligas                        |
| ------- | ---------------------------------- | ------------------- | --------------------- | ---------------------------- |
| Grupo A | Club Atlético Boca Juniors Ańatuya | Añatuya             | Santiago del Estero   | Liga Añatuyense de Fútbol    |
| Grupo A | Club Atlético Universitario        | Córdoba             | Córdoba               | Liga Cordobesa de Fútbol     |
| Grupo A | Club Atlético Argentino            | Marcos Juárez       | Córdoba               | Liga Bellvillense de Fútbol  |
| Grupo B | Club Sportivo 9 de Julio           | Río Tercero         | Córdoba               | Liga Riotercerense de Fútbol |
| Grupo B | Atlético Racing Club               | Ciudad de La Rioja  | Provincia de La Rioja | Liga Riojana de Fútbol       |
| Grupo B | Club Atlético Anguinán             | Anguinán            | Provincia de La Rioja | Liga Chileciteña de Fútbol   |
| Grupo C | Club Sportivo Villa Dolores        | Valle Viejo         | Catamarca             | Liga Chacarera de Fútbol     |
| Grupo C | Club Atlético Mitre                | Santiago del Estero | Santiago del Estero   | Liga Santiagueña de Fútbol   |
| Grupo C | Club Social y Deportivo Coinor     | Frías               | Santiago del Estero   | Liga Cultural de Fútbol      |
| Grupo D | Club Atlético Sarmiento            | San Fdo. Del Valle  | Catamarca             | Liga Catamarqueña de Fútbol  |
| Grupo D | Club Sportivo Aconquija            | Chaquiago           | Catamarca             | Liga Andalgalense de Fútbol  |
| Grupo D | Club Social y Deportivo Progreso   | Tinogasta           | Catamarca             | Liga Tinogasteña de Fútbol   |
| Grupo D | Club San Luis de la Puntilla       | Belén               | Catamarca             | Liga Belenista de Fútbol     |

### Región Sur
Los equipos de esta región se enfrentaron en llaves de eliminación directa, en partidos de ida y vuelta.
| Llaves | Equipos                                 | Ciudades                | Provincias              | Ligas                                |
| ------ | --------------------------------------- | ----------------------- | ----------------------- | ------------------------------------ |
| A      | Club Atlético All Boys                  | Santa Rosa              | La Pampa                | Liga Cultural de Fútbol              |
| A      | Pico Football Club                      | General Pico            | La Pampa                | Liga Pampeana de Fútbol              |
| B      | Club Atlético Independiente             | Ciudad de Neuquén       | Neuquén                 | Liga de Fútbol del Neuquén           |
| B      | Asociación Deportiva Centenario         | Centenario              | Neuquén                 | Liga de Fútbol del Neuquén           |
| C      | Club Fernández Oro                      | General Fernández Oro   | Río Negro               | Liga Deportiva Confluencia           |
| C      | Club Alas Argentinas                    | San Carlos de Bariloche | Río Negro               | Liga de Fútbol de Bariloche          |
| D      | Club Deportivo Independiente            | Río Colorado            | Río Negro               | Liga de Fútbol de Río Colorado       |
| D      | Club Argentinos Del Sur                 | Gaiman                  | Chubut                  | Liga de Fútbol Valle del Chubut      |
| E      | Club Atlético Jorge Newbery             | Comodoro Rivadavia      | Chubut                  | Liga de Fútbol de Comodoro Rivadavia |
| E      | Club Social y Deportivo Ferrocarril YCF | Río Gallegos            | Provincia de Santa Cruz | Liga de Fútbol Sur de Santa Cruz     |
| F      | Club Social y Deportivo Bancruz         | Río Gallegos            | Provincia de Santa Cruz | Liga de Fútbol Sur de Santa Cruz     |
| F      | Club Deportivo Estrella Austral         | Río Grande              | Tierra del Fuego        | Liga Oficial de Fútbol Río Grande    |

### Región Bonaerense
Los integrantes de esta región fueron organizados en 8 grupos: 7 de 4 y 1 de 3 equipos.
| Grupos  | Equipos                                          | Ciudades               | Provincias   | Ligas                                  |
| ------- | ------------------------------------------------ | ---------------------- | ------------ | -------------------------------------- |
| Grupo A | Club Atlético Aldosivi                           | Mar del Plata          | Buenos Aires | Liga Marplatense de Fútbol             |
| Grupo A | Club Deportivo El León                           | General Juan Madariaga | Buenos Aires | Liga Madariaguense de Fútbol           |
| Grupo A | Club Independiente                               | Tandil                 | Buenos Aires | Liga Tandilense de fútbol              |
| Grupo A | Club Ever Ready                                  | Dolores                | Buenos Aires | Liga Dolorense de Fútbol               |
| Grupo B | Club Atlético Huracán                            | Tres Arroyos           | Buenos Aires | Liga Regional Tresarroyense de fútbol  |
| Grupo B | Club Atlético Rivadavia                          | Necochea               | Buenos Aires | Liga Necochense de Fútbol              |
| Grupo B | Club Atlético Puerto Comercial                   | Bahía Blanca           | Buenos Aires | Liga del Sur                           |
| Grupo B | Club Sarmiento                                   | Pigüé                  | Buenos Aires | Liga Regional de Coronel Suárez        |
| Grupo C | Fútbol Club Tres Algarrobos                      | Tres Algarrobos        | Buenos Aires | Liga de Fútbol del Oeste               |
| Grupo C | Football Club Argentino                          | Trenque Lauquen        | Buenos Aires | Liga Trenquelauquense de Fútbol        |
| Grupo C | Club Atlético Defensores del Este                | Pehuajó                | Buenos Aires | Liga Pehuajense de Fútbol              |
| Grupo C | Club Deportivo y Social Ingeniero White          | Banderaló              | Buenos Aires | Liga de Fútbol de General Villegas     |
| Grupo D | Club Atlético Boca Juniors                       | Bragado                | Buenos Aires | Liga Bragadense de Fútbol              |
| Grupo D | Club Alumni Azuleño                              | Azul                   | Buenos Aires | Liga de Fútbol de Azul                 |
| Grupo D | Club Atlético Estudiantes                        | Olavarría              | Buenos Aires | Liga de Fútbol de Olavarría            |
| Grupo E | Hughes Football Club                             | Hughes                 | Santa Fe     | Liga Venadense de Fútbol               |
| Grupo E | Nuevo Club Juventud de Rojas                     | Rojas                  | Buenos Aires | Liga Deportiva de Fútbol               |
| Grupo E | Club Atlético Y Social San Martin                | Roberts                | Buenos Aires | Liga Amateur de Deportes de Lincoln    |
| Grupo E | Club Atlético Defensa Argentina                  | Junín                  | Buenos Aires | Liga Deportiva del Oeste               |
| Grupo F | Club Atlético Huracán                            | Arrecifes              | Buenos Aires | Liga de Fútbol de Arrecifes            |
| Grupo F | Argentino Oeste Fútbol Club                      | San Nicolás            | Buenos Aires | Liga Nicoleña de Fútbol                |
| Grupo F | Club Atlético Compañía General                   | Salto                  | Buenos Aires | Liga Deportiva de Salto                |
| Grupo F | Club Social Deportivo y Cultural Juventud Obrera | Manuel Ocampo          | Buenos Aires | Liga de Fútbol de Pergamino            |
| Grupo G | Club Atlético Baradero                           | Baradero               | Buenos Aires | Liga de Fútbol de Baradero             |
| Grupo G | Independencia Fútbol Club                        | San Pedro              | Buenos Aires | Liga Deportiva Sampedrina              |
| Grupo G | Club Atlético Argentino                          | Chacabuco              | Buenos Aires | Liga Deportiva de Chacabuco            |
| Grupo G | Club Social y Deportivo San Carlos               | Capitán Sarmiento      | Buenos Aires | Liga Deportiva de San Antonio de Areco |
| Grupo H | Club Sportivo Escobar                            | Belén de Escobar       | Buenos Aires | Liga Escobarense de Fútbol             |
| Grupo H | Club Jorge Newbery                               | Luján                  | Buenos Aires | Liga Lujanense de Fútbol               |
| Grupo H | Club Social y Deportivo El Frontón               | San Andrés de Giles    | Buenos Aires | Liga Mercedina de Fútbol               |
| Grupo H | Club Atlético Belgrano                           | Zárate                 | Buenos Aires | Liga Zarateña de Fútbol                |

### Región Cuyo
La integraron 8 equipos que fueron divididos en 2 grupos de 4 equipos.
| Grupos  | Equipos                                 | Ciudades       | Provincias | Ligas                            |
| ------- | --------------------------------------- | -------------- | ---------- | -------------------------------- |
| Grupo A | Club Sportivo Estudiantes               | San Luis       | San Luis   | Liga Sanluiseña de Fútbol        |
| Grupo A | Club Deportivo Godoy Cruz Antonio Tomba | Godoy Cruz     | Mendoza    | Liga Mendocina de Fútbol         |
| Grupo A | Sport Club Argentino                    | General Alvear | Mendoza    | Liga Alvearense de Fútbol        |
| Grupo A | Club Atlético San Martín                | San Juan       | San Juan   | Liga Sanjuanina de Fútbol        |
| Grupo B | Club Sportivo Desamparados              | San Juan       | San Juan   | Liga Sanjuanina de Fútbol        |
| Grupo B | Club Atlético Colegiales                | Villa Mercedes | San Luis   | Liga de Fútbol de Villa Mercedes |
| Grupo B | Club Sportivo Independiente Rivadavia   | Mendoza        | Mendoza    | Liga Mendocina de Fútbol         |
| Grupo B | Club Sportivo Defensores                | Las Paredes    | Mendoza    | Liga Sanrafaelina de Fútbol      |

### Región Litoral
Los integrantes de esta zona fueron organizados en 10 grupos; 5 de 4 y 5 de 3 equipos.
| Grupos  | Equipos                                                | Ciudades               | Provincias | Ligas                                            |
| ------- | ------------------------------------------------------ | ---------------------- | ---------- | ------------------------------------------------ |
| Grupo A | Club Atlético Rolando de Hertelendy                    | Clorinda               | Formosa    | Liga Clorindense de fútbol                       |
| Grupo A | Club Social y Deportivo Sargento Cabral                | Siete Palmas           | Formosa    | Liga de Fútbol de Laguna Blanca                  |
| Grupo A | Club San Miguel                                        | Pirané                 | Formosa    | Liga Piranense de Fútbol                         |
| Grupo A | Club Sportivo General San Martín                       | Formosa                | Formosa    | Liga Formoseña de fútbol                         |
| Group B | Club Atlético Central Norte Argentino                  | Resistencia            | Chaco      | Liga Chaqueña de fútbol                          |
| Group B | Club Social y Deportivo Unión                          | Pampa Alegría          | Chaco      | Liga Saenzpeñense de fútbol                      |
| Group B | Club Social y Deportivo Juventud Unida                 | Charata                | Chaco      | Liga de Fútbol del Noroeste Chaqueño             |
| Group B | Club Atlético Alvear                                   | Villa Angela           | Chaco      | Asociación de Fútbol del Oeste Chaqueño          |
| Group C | Club Bartolomé Mitre                                   | Posadas                | Misiones   | Liga Posadeña de Fútbol                          |
| Group C | Club Atlético Dos de Mayo                              | Dos de Mayo            | Misiones   | Liga de Fútbol de Eldorado                       |
| Group C | Club Social y Deportivo Casino Iguazu                  | Puerto Iguazú          | Misiones   | Liga Regional de Fútbol de Iguazú                |
| Group C | Club Atlético Alem                                     | Leandro N. Alem        | Misiones   | Liga Regional Obereña de Fútbol                  |
| Group D | Club Sportivo Ferroviario                              | Capital                | Corrientes | Liga Correntina de fútbol                        |
| Group D | Club Sportivo Ferroviario                              | Mercedes               | Corrientes | Liga Mercedeña de fútbol                         |
| Group D | Club Atlético Guaraní                                  | Paso de los Libres     | Corrientes | Liga Libreña de fútbol                           |
| Group D | Club Atlético San Lorenzo                              | Monte Caseros          | Corrientes | Liga Deportiva Casereña General San Martín       |
| Grupo E | Club Atlético Patronato de la Juventud Católica        | Paraná                 | Entre Ríos | Liga Paranaense de Fútbol                        |
| Grupo E | Club Unión Agrarios Cerrito                            | Cerrito                | Entre Ríos | Liga de Fútbol de Paraná Campaña                 |
| Grupo E | Club Deportivo Urdinarrain                             | Urdinarrain            | Entre Ríos | Liga Departamental de Fútbol de Gualeguaychú     |
| Grupo E | Club Gimnasia y Esgrima                                | Concepción del Uruguay | Entre Ríos | Liga de Fútbol de Concepción del Uruguay         |
| Group F | Club Atlético Victoria                                 | Concordia              | Entre Ríos | Liga Concordiense de Fútbol                      |
| Group F | Club Atlético Santa Rosa                               | Chajarí                | Entre Ríos | Liga de Fútbol de Chajarí                        |
| Group F | Club Social y Deportivo Ñapinda                        | Colón                  | Entre Ríos | Liga Departamental de Fútbol de Colón            |
| Group G | Club Atlético Ocampo Fábrica                           | Villa Ocampo           | Santa Fe   | Liga Ocampense de Fútbol                         |
| Group G | Romang Fútbol Club                                     | Romang                 | Santa Fe   | Liga Reconquistense de Fútbol                    |
| Group G | Club Atlético y Cultural Estudiantes Unidos            | Vera                   | Santa Fe   | Liga Verense de Fútbol                           |
| Grupo H | Sportivo del Norte Foot-Ball Club                      | Esperanza              | Santa Fe   | Liga Esperancina de Fútbol                       |
| Grupo H | Club Atlético 9 de Julio                               | Rafaela                | Santa Fe   | Liga Rafaelina de Fútbol                         |
| Grupo H | Club Atlético Ceres Unión Social, Cultural y Deportivo | Ceres                  | Santa Fe   | Liga Regional Ceresina de Fútbol                 |
| Grupo I | Club Renato Cesarini                                   | Rosario                | Santa Fe   | Asociación Rosarina de Fútbol                    |
| Grupo I | Club Atlético Chabás                                   | Chabás                 | Santa Fe   | Liga Casildense de Fútbol                        |
| Grupo I | Club San Cristóbal Central Gallardo                    | Angel Gallardo         | Santa Fe   | Liga Santafesina de Fútbol                       |
| Grupo J | Club Atlético Argentino Mutual Social y Biblioteca     | Firmat                 | Santa Fe   | Liga Deportiva del Sur                           |
| Grupo J | Sociedad Italiana                                      | Villa Constitución     | Santa Fe   | Liga de Fútbol Regional del Sud                  |
| Grupo J | Club Centenario Mutual, Social, Deportivo y Biblioteca | San José de la Esquina | Santa Fe   | Liga Interprovincial de Fútbol Dr. Ramón Pereyra |

### Región Norte
Conformada por 14 equipos que fueron organizados en 2 grupos de 4 equipos y 2 grupos de 3 equipos.
| Grupos  | Equipos                          | Ciudades               | Provincias | Ligas                                           |
| ------- | -------------------------------- | ---------------------- | ---------- | ----------------------------------------------- |
| Grupo A | Gimnasia y Esgrima               | San Salvador de Jujuy  | Jujuy      | Liga Jujeña de Fútbol                           |
| Grupo A | Club Atlético San Juan           | Banda del Río Salí     | Tucumán    | Liga Tucumana de Fútbol                         |
| Grupo A | Centro Juventud Antoniana        | Capital                | Salta      | Liga Salteña de Fútbol                          |
| Grupo A | Club Juventud Unida              | Rosario de Lerma       | Salta      | Liga de Fútbol del Valle de Lerma               |
| Grupo B | Club Atlético Concepción         | Banda del Río Salí     | Tucumán    | Liga Tucumana de Fútbol                         |
| Grupo B | Club Atlético Hispano Argentino  | Rosario de la Frontera | Salta      | Liga de Fútbol de Rosario de la Frontera        |
| Grupo B | Club Sportivo San José           | San José de Metán      | Salta      | Liga Metanense de Fútbol                        |
| Grupo B | Club Atlético Central Norte      | Capital                | Salta      | Liga Salteña de Fútbol                          |
| Grupo C | Club Deportivo Tabacal           | Hipólito Yrigoyen      | Salta      | Liga de Fútbol de Rosario de la Frontera        |
| Grupo C | Club Social y Deportivo Vespucio | Campamento Vespucio    | Salta      | Liga Departamental de Fútbol General San Martín |
| Grupo C | Newell's Old Boys                | Tartagal               | Salta      | Liga Departamental de Fútbol General San Martín |
| Grupo D | Club de Gimnasia y Tiro          | Capital                | Salta      | Liga Salteña de Fútbol                          |
| Grupo D | Club Atlético Talleres           | Perico                 | Jujuy      | Liga Jujeña de Fútbol                           |
| Grupo D | Club Sportivo Alberdi            | Ledesma                | Jujuy      | Liga Regional Jujeña de Fútbol                  |

### Equipos de laPrimera B Metropolitana
Además de los mencionados equipos de las ligas del interior, finalizados los torneos de la Primera B y definidos los clasificados de cada región del Torneo del Interior, se anexaban a los Torneos Zonales de Ascenso, los equipos ranqueados del 2.º al 5.º puesto del Campeonato de Primera B 1989-90. De esta forma, el campeón de la Primera B (que ascendió directo a la B Nacional) y los 4 equipos provenientes del mencionado torneo fueron los siguientes:
| Pos  | Equipo              | Pts | PJ | PG | PE | PP | GF | GC | Dif |
| ---- | ------------------- | --- | -- | -- | -- | -- | -- | -- | --- |
| 01.º | Deportivo Morón     | 44  | 32 | 16 | 12 | 4  | 44 | 27 | 17  |
| 02.º | Atlanta             | 40  | 32 | 13 | 14 | 5  | 40 | 20 | 20  |
| 03.º | All Boys            | 39  | 32 | 14 | 11 | 7  | 38 | 28 | 10  |
| 04.º | Deportivo Laferrere | 38  | 32 | 12 | 14 | 6  | 43 | 37 | 6   |
| 05.º | Nueva Chicago       | 37  | 32 | 14 | 9  | 9  | 48 | 32 | 16  |

| Referencias de colores | Referencias de colores                                 |
| #                      | Significado                                            |
| ---------------------- | ------------------------------------------------------ |
|                        | Campeón de Primera B Metropolitana (Ascendió directo)  |
|                        | Clasificado a la Zona Sudeste del Torneo del Interior  |
|                        | Clasificado a la Zona Noroeste del Torneo del Interior |

## Región Centro Oeste

### Clasificados a la Fase Final
| #   | Equipos                 |
| --- | ----------------------- |
| 1.º | Club Atlético Sarmiento |
| 2.º | Club Atlético Mitre     |

## Región Sur

### Clasificados a la Fase Final
| #   | Equipos                         |
| --- | ------------------------------- |
| 1.º | Club Social y Deportivo Bancruz |
| 2.º | Club Fernández Oro              |

## Región Bonaerense

### Clasificados a la Fase Final
| #   | Equipos                     |
| --- | --------------------------- |
| 1.º | Club Atlético Aldosivi      |
| 2.º | Argentino Oeste Fútbol Club |

## Región Cuyo

### Clasificados a la Fase Final
| #   | Equipos                   |
| --- | ------------------------- |
| 1.º | Club Sportivo Estudiantes |
| 2.º | Club Atlético San Martín  |

## Región Litoral

### Clasificados a la Fase Final
| #   | Equipos                          |
| --- | -------------------------------- |
| 1.º | Club Sportivo General San Martín |
| 2.º | Club Atlético 9 de Julio         |

## Región Norte

### Clasificados a la Fase Final
| #   | Equipos                    |
| --- | -------------------------- |
| 1.º | Club de Gimnasia y Esgrima |
| 2.º | Club de Gimnasia y Tiro    |

## Torneo Zonal

### Torneo Zonal Noroeste
|  | Cuartos de final                               | Cuartos de final    | Cuartos de final                               | Cuartos de final    | Cuartos de final |                                      |                 | Semifinales | Semifinales | Semifinales | Semifinales |                                         |                     | Final | Final | Final | Final | Final |  |
|  |                                                |                     |                                                |                     |                  |                                      |                 |             |             |             |             |                                         |                     |       |       |       |       |       |  |
|  |                                                |                     |                                                |                     |                  |                                      |                 |             |             |             |             |                                         |                     |       |       |       |       |       |  |
|  | Bandera de la Provincia de Salta               | Gimnasia y Tiro     | 0                                              | 1                   |                  |                                      |                 |             |             |             |             |                                         |                     |       |       |       |       |       |  |
|  | Bandera de la Provincia de Salta               | Gimnasia y Tiro     | 0                                              | 1                   |                  |                                      |                 |             |             |             |             |                                         |                     |       |       |       |       |       |  |
|  | Bandera de la Provincia de Catamarca           | Sarmiento           | 0                                              | 0                   |                  |                                      |                 |             |             |             |             |                                         |                     |       |       |       |       |       |  |
|  | Bandera de la Provincia de Catamarca           | Sarmiento           | 0                                              | 0                   |                  | Bandera de la Provincia de Salta     | Gimnasia y Tiro | 1           | 0           |             |             |                                         |                     |       |       |       |       |       |  |
|  |                                                |                     |                                                |                     |                  | Bandera de la Provincia de Salta     | Gimnasia y Tiro | 1           | 0           |             |             |                                         |                     |       |       |       |       |       |  |
|  |                                                |                     | Bandera de la Provincia de Buenos Aires        | Deportivo Laferrere | 1                | 1                                    |                 |             |             |             |             |                                         |                     |       |       |       |       |       |  |
|  | Bandera de la Provincia de Formosa             | San Martín          | Bandera de la Provincia de Buenos Aires        | Deportivo Laferrere | 1                | 1                                    | 1               | 0           |             |             |             |                                         |                     |       |       |       |       |       |  |
|  | Bandera de la Provincia de Formosa             | San Martín          |                                                |                     |                  |                                      |                 |             |             |             |             |                                         |                     |       |       |       |       |       |  |
|  | Bandera de la Provincia de Buenos Aires        | Deportivo Laferrere | 1                                              | 1                   |                  |                                      |                 |             |             |             |             |                                         |                     |       |       |       |       |       |  |
|  | Bandera de la Provincia de Buenos Aires        | Deportivo Laferrere | 1                                              | 1                   |                  |                                      |                 |             |             |             |             | Bandera de la Provincia de Buenos Aires | Deportivo Laferrere | 0     | 0     | (3)   |       |       |  |
|  |                                                |                     |                                                |                     |                  |                                      |                 |             |             |             |             | Bandera de la Provincia de Buenos Aires | Deportivo Laferrere | 0     | 0     | (3)   |       |       |  |
|  |                                                |                     | Bandera de la Ciudad de Buenos Aires           | All Boys            | 0                | 0                                    | (2)             |             |             |             |             |                                         |                     |       |       |       |       |       |  |
|  | Bandera de la Provincia de Santa Fe            | 9 de Julio          | Bandera de la Ciudad de Buenos Aires           | All Boys            | 0                | 0                                    | (2)             | 1           | 1           |             |             |                                         |                     |       |       |       |       |       |  |
|  | Bandera de la Provincia de Santa Fe            | 9 de Julio          |                                                |                     |                  |                                      |                 |             | 1           |             |             |                                         |                     |       |       |       |       |       |  |
|  | Bandera de la Ciudad de Buenos Aires           | All Boys            | 0                                              | 3                   |                  |                                      |                 |             |             |             |             |                                         |                     |       |       |       |       |       |  |
|  | Bandera de la Ciudad de Buenos Aires           | All Boys            | 0                                              | 3                   |                  | Bandera de la Ciudad de Buenos Aires | All Boys        | 2           | 2           |             |             |                                         |                     |       |       |       |       |       |  |
|  |                                                |                     |                                                |                     |                  | Bandera de la Ciudad de Buenos Aires | All Boys        | 2           | 2           |             |             |                                         |                     |       |       |       |       |       |  |
|  |                                                |                     | Bandera de la Provincia de Santiago del Estero | Mitre               | 0                | 1                                    |                 |             |             |             |             |                                         |                     |       |       |       |       |       |  |
|  | Bandera de la Provincia de Santiago del Estero | Mitre               | Bandera de la Provincia de Santiago del Estero | Mitre               | 0                | 1                                    | 1               | 0           | (3)         |             |             |                                         |                     |       |       |       |       |       |  |
|  | Bandera de la Provincia de Santiago del Estero | Mitre               |                                                |                     |                  |                                      |                 |             | (3)         |             |             |                                         |                     |       |       |       |       |       |  |
|  | Bandera de la Provincia de Jujuy               | Gimnasia            | 1                                              | 0                   | (0)              |                                      |                 |             |             |             |             |                                         |                     |       |       |       |       |       |  |
|  | Bandera de la Provincia de Jujuy               | Gimnasia            | 1                                              | 0                   | (0)              |                                      |                 |             |             |             |             |                                         |                     |       |       |       |       |       |  |
|  |                                                |                     |                                                |                     |                  |                                      |                 |             |             |             |             |                                         |                     |       |       |       |       |       |  |

Nota: En la línea superior de cada llave, figuran los equipos que jugaron los partidos de ida en condición de local.

### Torneo Zonal Sudeste
|  | Cuartos de final                        | Cuartos de final | Cuartos de final                     | Cuartos de final | Cuartos de final |                                      |               | Semifinales | Semifinales | Semifinales | Semifinales |  |                                      | Final         | Final | Final | Final |  |
|  |                                         |                  |                                      |                  |                  |                                      |               |             |             |             |             |  |                                      |               |       |       |       |  |
|  |                                         |                  |                                      |                  |                  |                                      |               |             |             |             |             |  |                                      |               |       |       |       |  |
|  | Bandera de la Ciudad de Buenos Aires    | Nueva Chicago    | 3                                    | 2                |                  |                                      |               |             |             |             |             |  |                                      |               |       |       |       |  |
|  | Bandera de la Ciudad de Buenos Aires    | Nueva Chicago    | 3                                    | 2                |                  |                                      |               |             |             |             |             |  |                                      |               |       |       |       |  |
|  | Bandera de la Provincia de Santa Cruz   | Bancruz          | 0                                    | 1                |                  |                                      |               |             |             |             |             |  |                                      |               |       |       |       |  |
|  | Bandera de la Provincia de Santa Cruz   | Bancruz          | 0                                    | 1                |                  | Bandera de la Ciudad de Buenos Aires | Nueva Chicago | 3           | 3           |             |             |  |                                      |               |       |       |       |  |
|  |                                         |                  |                                      |                  |                  | Bandera de la Ciudad de Buenos Aires | Nueva Chicago | 3           | 3           |             |             |  |                                      |               |       |       |       |  |
|  |                                         |                  | Bandera de la Provincia de San Luis  | Estudiantes      | 1                | 0                                    |               |             |             |             |             |  |                                      |               |       |       |       |  |
|  | Bandera de la Provincia de Buenos Aires | Aldosivi         | Bandera de la Provincia de San Luis  | Estudiantes      | 1                | 0                                    | 2             | 2           | (2)         |             |             |  |                                      |               |       |       |       |  |
|  | Bandera de la Provincia de Buenos Aires | Aldosivi         |                                      |                  |                  |                                      |               |             | (2)         |             |             |  |                                      |               |       |       |       |  |
|  | Bandera de la Provincia de San Luis     | Estudiantes      | 0                                    | 4                | (3)              |                                      |               |             |             |             |             |  |                                      |               |       |       |       |  |
|  | Bandera de la Provincia de San Luis     | Estudiantes      | 0                                    | 4                | (3)              |                                      |               |             |             |             |             |  | Bandera de la Ciudad de Buenos Aires | Nueva Chicago | 0     | 1     |       |  |
|  |                                         |                  |                                      |                  |                  |                                      |               |             |             |             |             |  | Bandera de la Ciudad de Buenos Aires | Nueva Chicago | 0     | 1     |       |  |
|  |                                         |                  | Bandera de la Ciudad de Buenos Aires | Atlanta          | 2                | 0                                    |               |             |             |             |             |  |                                      |               |       |       |       |  |
|  | Bandera de la Provincia de Buenos Aires | Argentino Oeste  | Bandera de la Ciudad de Buenos Aires | Atlanta          | 2                | 0                                    | 1             | 0           |             |             |             |  |                                      |               |       |       |       |  |
|  | Bandera de la Provincia de Buenos Aires | Argentino Oeste  |                                      |                  |                  |                                      |               |             |             |             |             |  |                                      |               |       |       |       |  |
|  | Bandera de la Provincia de San Juan     | San Martín       | 3                                    | 1                |                  |                                      |               |             |             |             |             |  |                                      |               |       |       |       |  |
|  | Bandera de la Provincia de San Juan     | San Martín       | 3                                    | 1                |                  | Bandera de la Provincia de San Juan  | San Martín    | 0           | 0           |             |             |  |                                      |               |       |       |       |  |
|  |                                         |                  |                                      |                  |                  | Bandera de la Provincia de San Juan  | San Martín    | 0           | 0           |             |             |  |                                      |               |       |       |       |  |
|  |                                         |                  | Bandera de la Ciudad de Buenos Aires | Atlanta          | 0                | 1                                    |               |             |             |             |             |  |                                      |               |       |       |       |  |
|  | Bandera de la Ciudad de Buenos Aires    | Atlanta          | Bandera de la Ciudad de Buenos Aires | Atlanta          | 0                | 1                                    | 4             | 3           |             |             |             |  |                                      |               |       |       |       |  |
|  | Bandera de la Ciudad de Buenos Aires    | Atlanta          |                                      |                  |                  |                                      |               |             |             |             |             |  |                                      |               |       |       |       |  |
|  | Bandera de la Provincia del Río Negro   | Fernández Oro    | 1                                    | 0                |                  |                                      |               |             |             |             |             |  |                                      |               |       |       |       |  |
|  | Bandera de la Provincia del Río Negro   | Fernández Oro    | 1                                    | 0                |                  |                                      |               |             |             |             |             |  |                                      |               |       |       |       |  |
|  |                                         |                  |                                      |                  |                  |                                      |               |             |             |             |             |  |                                      |               |       |       |       |  |

Nota: En la línea superior de cada llave, figuran los equipos que jugaron los partidos de ida en condición de local.

### Ascendidos a la B Nacional

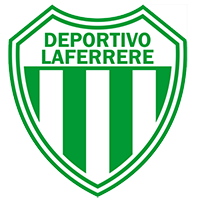
Club Social y Cultural Deportivo Laferrere (Primera B)
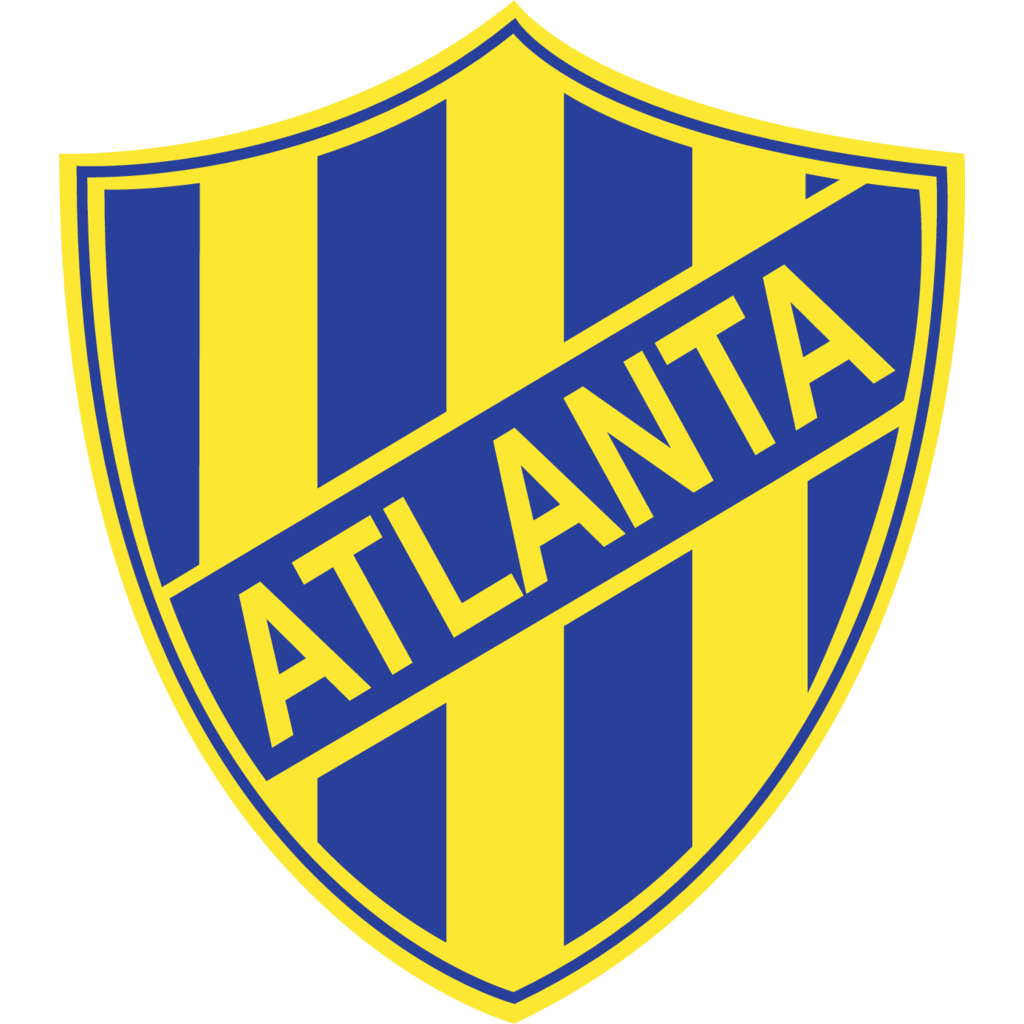
Club Atlético Atlanta (Primera B)

## Torneo Reducido
Los 2 equipos vencedores de los Torneos Zonales, más el campeón del Torneo de Primera B 1989-90, además de obtener el ascenso a la Primera B Nacional, ganaron el derecho a disputar un Torneo Reducido con los mejores equipos de la Temporada 1989-90 de la segunda división, ranqueados del 2.º al 10.º. En todos los casos, los equipos de la Primera B Nacional fueron beneficiados con ventajas deportivas con relación los 3 ascendidos, pudiendo definir las llaves de local, o bien para pasar de ronda en caso de empate global.

### Cuadro de desarrollo
|  | Octavos de final                        | Octavos de final                        | Octavos de final                        | Octavos de final   |   |                                         | Cuartos de final | Cuartos de final                        | Cuartos de final | Cuartos de final |   |                                         | Semifinales | Semifinales | Semifinales | Semifinales |  |                                         | Final   | Final | Final | Final | Final |  |
|  |                                         |                                         |                                         |                    |   |                                         |                  |                                         |                  |                  |   |                                         |             |             |             |             |  |                                         |         |       |       |       |       |  |
|  |                                         |                                         |                                         |                    |   |                                         |                  |                                         |                  |                  |   |                                         |             |             |             |             |  |                                         |         |       |       |       |       |  |
|  |                                         |                                         |                                         |                    |   |                                         |                  |                                         |                  |                  |   |                                         |             |             |             |             |  |                                         |         |       |       |       |       |  |
|  |                                         |                                         |                                         |                    |   |                                         |                  |                                         |                  |                  |   |                                         |             |             |             |             |  |                                         |         |       |       |       |       |  |
|  |                                         |                                         |                                         |                    |   |                                         |                  |                                         |                  |                  |   |                                         |             |             |             |             |  |                                         |         |       |       |       |       |  |
|  |                                         |                                         |                                         |                    |   |                                         |                  |                                         |                  |                  |   |                                         |             |             |             |             |  |                                         |         |       |       |       |       |  |
|  |                                         |                                         |                                         |                    |   |                                         |                  |                                         |                  |                  |   |                                         |             |             |             |             |  |                                         |         |       |       |       |       |  |
|  |                                         |                                         |                                         |                    |   |                                         |                  |                                         |                  |                  |   |                                         |             |             |             |             |  |                                         |         |       |       |       |       |  |
|  |                                         |                                         |                                         |                    |   |                                         |                  |                                         |                  |                  |   |                                         |             |             |             |             |  |                                         |         |       |       |       |       |  |
|  |                                         |                                         |                                         |                    |   |                                         |                  |                                         |                  |                  |   |                                         |             |             |             |             |  |                                         |         |       |       |       |       |  |
|  |                                         |                                         |                                         |                    |   |                                         |                  |                                         |                  |                  |   |                                         |             |             |             |             |  |                                         |         |       |       |       |       |  |
|  |                                         |                                         |                                         |                    |   |                                         |                  | Bandera de la Provincia de Buenos Aires | Quilmes (2.º BN) | 1                | 2 |                                         |             |             |             |             |  |                                         |         |       |       |       |       |  |
|  |                                         |                                         |                                         |                    |   |                                         |                  |                                         |                  |                  | 2 |                                         |             |             |             |             |  |                                         |         |       |       |       |       |  |
|  |                                         |                                         | Bandera de la Provincia de Buenos Aires | Deportivo Italiano | 1 | 0                                       |                  |                                         |                  |                  |   |                                         |             |             |             |             |  |                                         |         |       |       |       |       |  |
|  |                                         |                                         | Bandera de la Provincia de Buenos Aires | Deportivo Italiano | 1 | 0                                       |                  |                                         |                  |                  |   |                                         |             |             |             |             |  |                                         |         |       |       |       |       |  |
|  |                                         |                                         |                                         |                    |   |                                         |                  |                                         |                  |                  |   |                                         |             |             |             |             |  |                                         |         |       |       |       |       |  |
|  |                                         |                                         |                                         |                    |   |                                         |                  |                                         |                  |                  |   |                                         |             |             |             |             |  |                                         |         |       |       |       |       |  |
|  |                                         | Bandera de la Provincia de Buenos Aires | Douglas Haig (3.º BN)                   | 2                  | 0 |                                         |                  |                                         |                  |                  |   |                                         |             |             |             |             |  |                                         |         |       |       |       |       |  |
|  |                                         |                                         |                                         |                    | 0 |                                         |                  |                                         |                  |                  |   |                                         |             |             |             |             |  |                                         |         |       |       |       |       |  |
|  |                                         |                                         | Bandera de la Provincia de Buenos Aires | Deportivo Italiano | 2 | 3                                       |                  |                                         |                  |                  |   |                                         |             |             |             |             |  |                                         |         |       |       |       |       |  |
|  | Bandera de la Provincia de Buenos Aires | Banfield                                | Bandera de la Provincia de Buenos Aires | Deportivo Italiano | 2 | 3                                       | 0                | 2                                       |                  |                  |   |                                         |             |             |             |             |  |                                         |         |       |       |       |       |  |
|  | Bandera de la Provincia de Buenos Aires | Banfield                                |                                         |                    |   |                                         |                  |                                         |                  |                  |   |                                         |             |             |             |             |  |                                         |         |       |       |       |       |  |
|  | Bandera de la Provincia de Buenos Aires | Deportivo Italiano                      | 3                                       | 1                  |   |                                         |                  |                                         |                  |                  |   |                                         |             |             |             |             |  |                                         |         |       |       |       |       |  |
|  | Bandera de la Provincia de Buenos Aires | Deportivo Italiano                      | 3                                       | 1                  |   |                                         |                  |                                         |                  |                  |   |                                         |             |             |             |             |  | Bandera de la Provincia de Buenos Aires | Quilmes | 1     | 1     | (1)   |       |  |
|  |                                         |                                         |                                         |                    |   |                                         |                  |                                         |                  |                  |   |                                         |             |             |             |             |  | Bandera de la Provincia de Buenos Aires | Quilmes | 1     | 1     | (1)   |       |  |
|  |                                         |                                         | Bandera de la Provincia de Buenos Aires | Lanús              | 2 | 0                                       | (4)              |                                         |                  |                  |   |                                         |             |             |             |             |  |                                         |         |       |       |       |       |  |
|  | Bandera de la Provincia de Buenos Aires | Lanús                                   | Bandera de la Provincia de Buenos Aires | Lanús              | 2 | 0                                       | (4)              | 2                                       | 1                |                  |   |                                         |             |             |             |             |  |                                         |         |       |       |       |       |  |
|  | Bandera de la Provincia de Buenos Aires | Lanús                                   |                                         |                    |   |                                         |                  |                                         | 1                |                  |   |                                         |             |             |             |             |  |                                         |         |       |       |       |       |  |
|  | Bandera de la Provincia de Buenos Aires | Deportivo Laferrere                     | 1                                       | 1                  |   |                                         |                  |                                         |                  |                  |   |                                         |             |             |             |             |  |                                         |         |       |       |       |       |  |
|  | Bandera de la Provincia de Buenos Aires | Deportivo Laferrere                     | 1                                       | 1                  |   | Bandera de la Provincia de Buenos Aires | Lanús            | 3                                       | 5                |                  |   |                                         |             |             |             |             |  |                                         |         |       |       |       |       |  |
|  |                                         |                                         |                                         |                    |   | Bandera de la Provincia de Buenos Aires | Lanús            | 3                                       | 5                |                  |   |                                         |             |             |             |             |  |                                         |         |       |       |       |       |  |
|  |                                         |                                         | Bandera de la Provincia de Santa Fe     | Atlético Rafaela   | 0 | 2                                       |                  |                                         |                  |                  |   |                                         |             |             |             |             |  |                                         |         |       |       |       |       |  |
|  | Bandera de la Provincia de Santa Fe     | Atlético Rafaela                        | Bandera de la Provincia de Santa Fe     | Atlético Rafaela   | 0 | 2                                       | 1                | 1                                       |                  |                  |   |                                         |             |             |             |             |  |                                         |         |       |       |       |       |  |
|  | Bandera de la Provincia de Santa Fe     | Atlético Rafaela                        |                                         |                    |   |                                         |                  |                                         |                  |                  |   |                                         |             |             |             |             |  |                                         |         |       |       |       |       |  |
|  | Bandera de la Provincia de Buenos Aires | Morón                                   | 0                                       | 2                  |   |                                         |                  |                                         |                  |                  |   |                                         |             |             |             |             |  |                                         |         |       |       |       |       |  |
|  | Bandera de la Provincia de Buenos Aires | Morón                                   | 0                                       | 2                  |   |                                         |                  |                                         |                  |                  |   | Bandera de la Provincia de Buenos Aires | Lanús       | 0           | 3           |             |  |                                         |         |       |       |       |       |  |
|  |                                         |                                         |                                         |                    |   |                                         |                  |                                         |                  |                  |   | Bandera de la Provincia de Buenos Aires | Lanús       | 0           | 3           |             |  |                                         |         |       |       |       |       |  |
|  |                                         |                                         | Bandera de la Provincia de Córdoba      | Belgrano           | 1 | 2                                       |                  |                                         |                  |                  |   |                                         |             |             |             |             |  |                                         |         |       |       |       |       |  |
|  | Bandera de la Provincia de Tucumán      | San Martín                              | Bandera de la Provincia de Córdoba      | Belgrano           | 1 | 2                                       | 3                | 4                                       |                  |                  |   |                                         |             |             |             |             |  |                                         |         |       |       |       |       |  |
|  | Bandera de la Provincia de Tucumán      | San Martín                              |                                         |                    |   |                                         |                  |                                         |                  |                  |   |                                         |             |             |             |             |  |                                         |         |       |       |       |       |  |
|  | Bandera de la Ciudad de Buenos Aires    | Atlanta                                 | 2                                       | 0                  |   |                                         |                  |                                         |                  |                  |   |                                         |             |             |             |             |  |                                         |         |       |       |       |       |  |
|  | Bandera de la Ciudad de Buenos Aires    | Atlanta                                 | 2                                       | 0                  |   | Bandera de la Provincia de Tucumán      | San Martín       | 0                                       | 0                |                  |   |                                         |             |             |             |             |  |                                         |         |       |       |       |       |  |
|  |                                         |                                         |                                         |                    |   | Bandera de la Provincia de Tucumán      | San Martín       | 0                                       | 0                |                  |   |                                         |             |             |             |             |  |                                         |         |       |       |       |       |  |
|  |                                         |                                         | Bandera de la Provincia de Córdoba      | Belgrano           | 1 | 0                                       |                  |                                         |                  |                  |   |                                         |             |             |             |             |  |                                         |         |       |       |       |       |  |
|  | Bandera de la Provincia de Córdoba      | Belgrano                                | Bandera de la Provincia de Córdoba      | Belgrano           | 1 | 0                                       | 1                | 2                                       |                  |                  |   |                                         |             |             |             |             |  |                                         |         |       |       |       |       |  |
|  | Bandera de la Provincia de Córdoba      | Belgrano                                |                                         |                    |   |                                         |                  |                                         |                  |                  |   |                                         |             |             |             |             |  |                                         |         |       |       |       |       |  |
|  | Bandera de la Provincia de Santa Fe     | Colón                                   | 2                                       | 0                  |   |                                         |                  |                                         |                  |                  |   |                                         |             |             |             |             |  |                                         |         |       |       |       |       |  |
|  | Bandera de la Provincia de Santa Fe     | Colón                                   | 2                                       | 0                  |   |                                         |                  |                                         |                  |                  |   |                                         |             |             |             |             |  |                                         |         |       |       |       |       |  |
|  |                                         |                                         |                                         |                    |   |                                         |                  |                                         |                  |                  |   |                                         |             |             |             |             |  |                                         |         |       |       |       |       |  |

Nota: En la línea superior de cada llave, figuran los equipos que definieron las llaves de vuelta de local, por tener ventaja deportiva. En caso de empate global, prevalecía dicha ventaja.

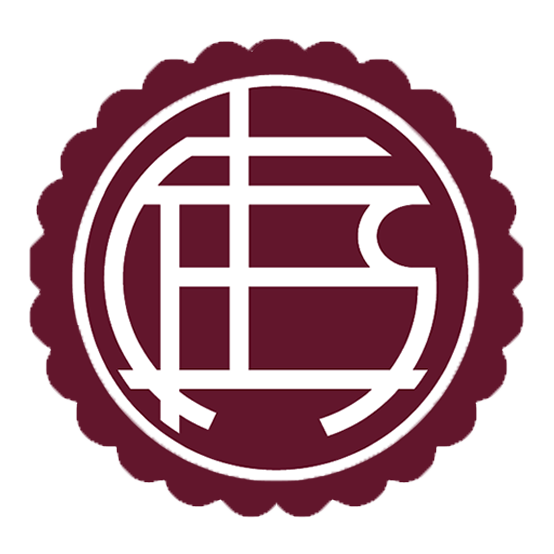
Club Atlético Lanús Ascendido a Primera División (desde la Primera B Nacional).